# Henry Bellmon
Henry Louis Bellmon, född 3 september 1921 nära Tonkawa, Oklahoma, död 29 september 2009 i Enid, Oklahoma, var en amerikansk republikansk politiker. Han var guvernör i delstaten Oklahoma 1963-1967 och 1987-1991. Han representerade Oklahoma i USA:s senat 1969-1981.

## Tidigt liv och krigstjänst
Henry Bellmon växte upp på en farm i Noble County, Oklahoma. Han hade tolv syskon. Han studerade vid Oklahoma A&M College (numera Oklahoma State University) och deltog i andra världskriget i USA:s marinkår. Han deltog i slagen om Saipan och Iwo Jima. Han gifte sig 1947 med Shirley Osborn. Paret fick tre döttrar. Farmaren Bellmon varken drack sprit eller rökte tobak och han var aldrig inblandad i någon skandal.

## Politisk karriär
Republikanerna i Oklahoma nominerade Bellmon som partiets kandidat i guvernörsvalet 1962. Republikanerna vann ett guvernörsval för första gången i delstatens historia. Bellmon fick inte kandidera till omval men han stödde partikamraten Dewey F. Bartlett i guvernörsvalet 1966 och republikanerna vann igen. Bellmon var sedan ordförande för Richard Nixons kampanj inför presidentvalet i USA 1968 men lämnade kampanjen i ett tidigt skede efter att den väl hade kommit igång. Han kandiderade nämligen själv i senatsvalet 1968 och vann valet mot sittande senatorn A.S. Mike Monroney. Bellmon omvaldes sedan knappt mot Ed Edmondson sex år senare.
Bellmon kandiderade inte till omval i senatsvalet 1980. Han vann sedan guvernörsvalet 1986 och efterträdde 1987 demokraten George Nigh som guvernör. Han lämnade politiken år 1991 efter mandatperiodens slut.

## Ålderdom och död
Hustrun Shirley Bellmon avled 2000. Bellmon gifte om sig 2002 med Eloise Bollenbach, änka till ranchägaren Irvin K. Bollenbach som hade varit en god vän till makarna Bellmon. Henry Bellmon avled 2009 i Parkinsons sjukdom.
Bellmon gravsattes på Union Cemetery sydväst om Billings, Oklahoma. En av begravningsgudstjänsterna hölls i First Presbyterian Church i Edmond. Guvernör Brad Henry och fyra tidigare guvernörer närvarade vid gudstjänsten i Edmond. Ytterligare en begravningsgudstjänst hölls i Perry.